# 万明路
39°53′16″N 116°23′24″E / 39.8878625°N 116.3898948°E
万明路是位于北京市西城区东南部的一条道路。

## 简介
万明路南起永安路，北到珠市口西大街，全长380米，宽11米。万明路是中华民国初年，北京的市政当局开发建设香厂地区时新辟建的大路，因该路北端东侧在明清时期有万明寺而得名。开辟这条大路时，将万明寺拆除。
1916年左右，在该路与香厂路交会处的东北侧，兴建4层船形大楼“新世界游乐场”，乃仿上海“大世界”而建，其内设有剧场、书场、影院、杂技场、小卖部等等设施，楼内设有电梯，楼顶设有花园，为当时北京较高的楼房。每年夏季，新世界游乐场向民众开放，游人极多。1919年6月11日晚，《新青年》杂志编辑部的陈独秀、高一涵、邓初3人，在新世界游乐场楼顶花园散发《北京市民宣言》，陈独秀当场被捕，遭监禁3个月，后经李大钊等人营救而获释。新世界游乐场停业以后，曾多次经历更迭。
1965年北京市整顿地名，保吉巷并入万明路。1980年，万明路拓宽成为大街，新世界游乐场遭到彻底拆除。万明路内除了东方饭店、北京市宣武中医医院以外，均是居民住宅。